# Celesio

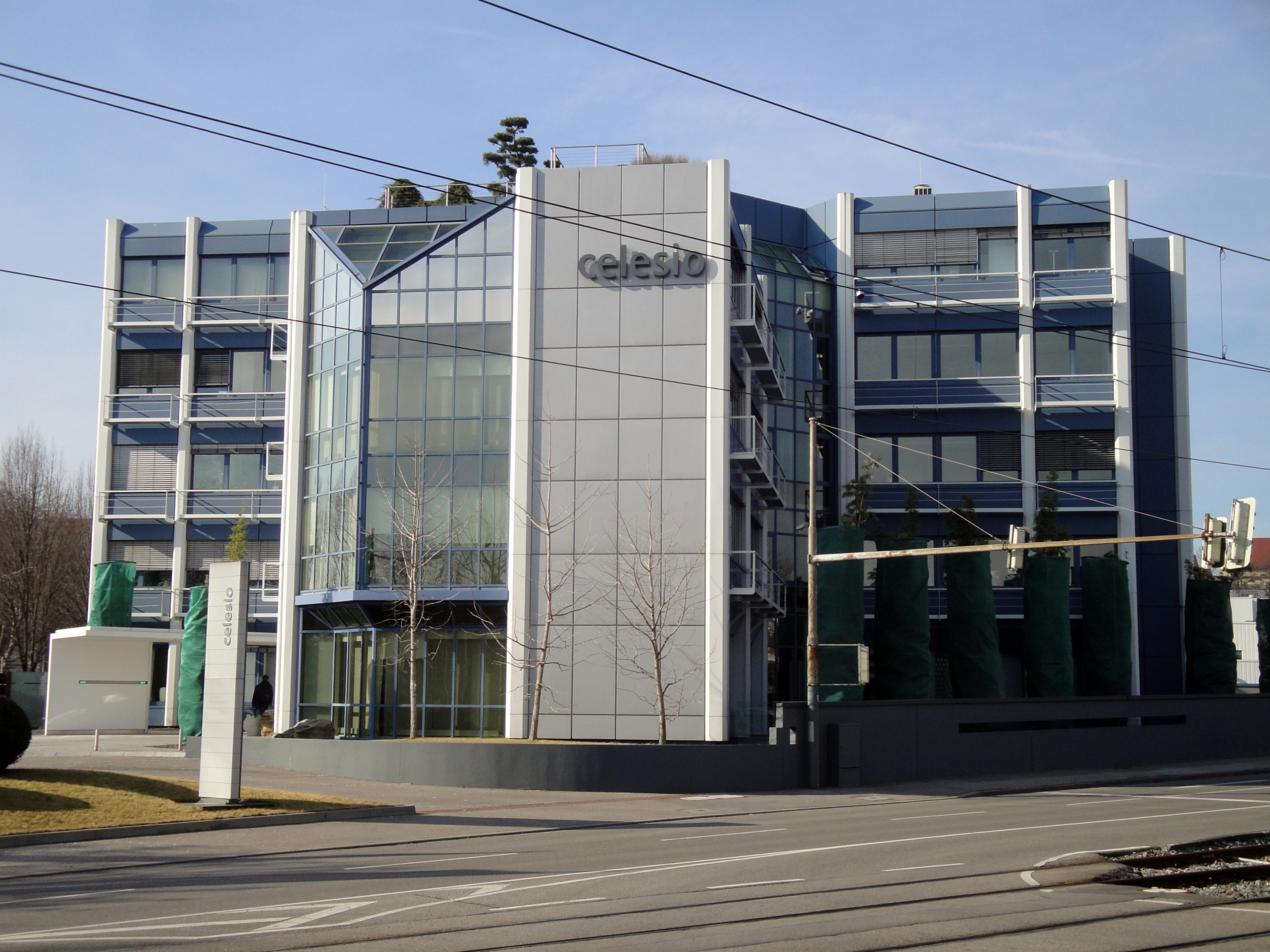
Celesio à Stuttgart, Bad Cannstatt

Celesio (FWB : CLS1) (anciennement Gehe) est l'un des deux leaders en Europe dans le secteur de la distribution pharmaceutique. Son chiffre d'affaires en 2007 est de 22,3 milliards d'euros.

## Histoire
L'entreprise de tradition a été créée en 1835 par Franz Ludwig Gehe à Dresde. 
En octobre 2013, McKesson est en passe de racheter 50 % Celesio pour 5,6 milliards d'euros. En 2014, l'entreprise devient l'actionnaire majoritaire.

## Activité
Elle est présente dans 14 pays, et son siège est implanté à Stuttgart Bad Cannstatt. Avec plus de 35 000 salariées et salariés, l'entreprise est divisée en trois secteurs d'activité : Celesio Répartition, Celesio Pharmacies, et Celesio Prestations de Services. 
Les activités englobent des prestations destinées aux pharmacies dans les domaines de la logistique, du service et du conseil, autour des thèmes de la santé, du médicament et du bien-être. Un réseau de distribution étendu, comprenant 123 établissements.  
Avec plus de 57 000 pharmacies lui appartenant dans sept pays et 1300 pharmacies partenaires en France à travers le réseau Pharmactiv, Celesio est le numéro deux européen du marché des pharmacies derrière Alliance-Boots. 
À travers son secteur d'activité Celesio Prestations de Services, le groupe propose par exemple, des services de logistique et de distribution destinés à l'industrie pharmaceutique, tels que le transport, le stockage et la gestion des stocks, ainsi que la prise des commandes et leur traitement.